# Cantharocnemis plicipennis
Cantharocnemis plicipennis är en skalbaggsart som beskrevs av Leon Fairmaire 1887. Cantharocnemis plicipennis ingår i släktet Cantharocnemis och familjen långhorningar.
Artens utbredningsområde är:
- Angola.
- Gabon.
- Ghana.
- Sierra Leone.

Inga underarter finns listade.